# Alexander Gottlieb Baumgarten
Alexander Gottlieb Baumgarten (født 17. juli 1714 i Berlin, død 27. maj 1762 i Frankfurt an der Oder) var en tysk filosof. Han tilhørte traditionen udgående fra Gottfried Wilhelm Leibniz og var en del af den tyske oplysningstid. Baumgarten skabte i 1735 begrebet æstetik.

## Levnedsbeskrivelse

### Barndom og ungdom
Baumgarten blev født ind i en protestantisk præstefamilie. Moderen, Rosina Elisabeth Baumgarten (født Wiedemann), døde allerede i 1717. Faderen, Jacob Baumgarten, havde været garnisonspræst, men var i sine sidste år præst ved Friedrichwerder og Dorotheenstadt sogne. Han døde i 1722, men på sit dødsleje fremsatte han det krav til sine sønner, at de skulle studere teologi, og at ingen af dem måtte modtage offentlig støtte i form af legater eller andet.
Baumgarten blev født som det femte barn i en søskendeflok på syv, hvoraf kun fire synes at have overlevet barneårene: Siegmund Jacob Baumgarten (1704-1757), Samuel Eusebius Baumgarten (f. 1711), A.G. Baumgarten samt den yngste Nathanael Baumgarten. Alle fire fik en større eller mindre rolle at spille i den tyske oplysningsfilosofi. Opdragelsen foregik ifølge Baumgartens biograf og elev Georg Friedrich Meier med udgangspunkt i tidens mest moderne og frie pædagog: John Locke. Der lægges i den lockianske pædagogik vægt på at skabe og vedligeholde et venskab mellem barn og forældre, så der etableres et rum, hvori forældrene kan gå foran med et eksempel i mådehold; følgelig nedtones regler og forskrifter.
Efter forældrenes død tog de to ældste brødre til Halle an der Saale og studerede teologi, mens de to yngste kom i huset hos deres mormor Anna Barbara Wiedemann, hvorefter de modtog undervisning af Martin Christgau, den meget berømte berlinske pædagog. Christgau kom til at spille en stor rolle for den unge Baumgarten, og det var hans fortjeneste at Baumgarten fik en endda meget stor interesse for latinsk digtning. Af Christgau blev han ligeledes undervist i hebræisk.
I 1727 blev Baumgarten i en alder af 13 år sendt til Halle, hvor han blev optaget på August Hermann Franckes propædeutiske skole, der forberedte begavede børn fra små kår til universitetsstudierne (helst i teologi). Skolen var en del af et børnehjem tilknyttet De franckeske stiftelser, der på den tid var en af Europas største velgørenhedsinstitutioner.

### Universitetstiden
Baumgarten blev immatrikuleret ved Halle universitet i vintersemesteret 1730 – 31. Universitetet var i de første ca. 40 år af 1700-tallet hovedsædet for tysk pietisme, men samtidigt var det også et tilholdssted for oplysningstidens rationalisme personificeret ved Christian Wolff (1679-1754), der var en af hovedfigurerne i den tyske oplysningsfilosofi. På universitetet var der altså to tilsyneladende modsatrettede grupperinger; på den ene side pietismens emotionalisme og på den anden side oplysningstidens rationalisme. Men fælles for de to retninger var en reaktion mod det 17. århundredes skolastik, og de indgik i en meget frugtbar udveksling med hinanden. I hvert fald indtil 1718. Wolff måtte se sig i stadig stigende grad spundet ind i konflikter med næste generation af pietister på universitetet. Det gjaldt i særdeleshed en anden forelæser, Joachim Lange.
Langes pietisme udviklede sig til at blive stadig mere utilnærmelig for en rationalistisk orienteret filosofi. Pietisterne på det teologiske fakultet blev mere og mere anti-intellektuelle, de blev doktrinære og absolutistiske og tog til sidst helt patent på enhver indgang til spørgsmål om menneskets liv, sjæl og tro, men også på spørgsmål om perception og erkendelse. I 1723 forlod Wolff sin stilling i Halle med en trussel om dødsstraf udstedt af Frederik Wilhelm I af Preussen hængende over hovedet. Det var lykkedes for Langes pietister at overbevise kongen om, at hvis Wolffs rationalistiske determinisme vandt almindelig indpas, ville det ikke længere være muligt at straffe desertører. Først i 1735 blev Wolffs logik atter tilladt i universitetets curriculum.
Selvom Wolff var blev fjernet, så levede hans filosofi videre i bedste velgående, endskønt det skete i det skjulte. Således var det intellektuelle miljø i Baumgartens studietid. I 1735, samme år som Wolffs logik igen blev tilladt, disserterede Baumgarten med disputatsen Meditationes philosophicae de nonnullis ad poema pertinentibus eller, som den kom til at hedde i den danske oversættelse fra 1968, Filosofiske betragtninger over digtet. I dissertationen afviser Baumgarten Wolffs ideer om en højere og lavere del af forestillingsevnen og taler i stedet om to ligestillede erkendeevner. For det første evnen til at danne sanseforestillinger og for det andet evnen til at danne tydelige forestillinger. 
På den tid kunne en magister ikke selv forsvare sin dissertation, hvorfor det blev broderen Nathanael, der indtog positionen som respondent under forsvaret. Baumgarten kunne herefter undervise på universitetet.

### Voksenlivet
I (1735) blev Baumgarten ansat som docent i Halle og fra 1737 forelæste han som privatdocent sammesteds over emnerne encyklopædisk filosofi, filosofihistorie, logik, metafysik, naturret, etik, naturlig teologi, hebræisk grammatik og over Johann Christoph Gottscheds Erste Gründe der gesamten Weltweisheit (1733 – 34). I 1735 påbegyndte Baumgarten også sit arbejde på det meget populære værk Metaphysica Arkiveret 18. maj 2009 hos  Wayback Machine. I 1740 fik Baumgarten tildelt et ordinært professorat som Professor der Weltweisheit und der schönen Wissenschaften ved universitetet i Frankfurt an der Oder, hvor han forelæste over emnerne encyklopædisk filosofi, naturlære, retsfilosofi, filologi, hebræisk grammatik og dogmatisk teologi. I vintersemestret 1742-43 begyndte han at forlæse i æstetik og i 1750 udkom første del af hovedværket Aesthetica eller simpelthen Æstetikken. Anden del udkom i 1758, men værket blev aldrig fuldendt.
Allerede i 1736 viste Baumgarten symptomer på den tuberkulose, der skulle føre til hans død, og som udmattede ham i stadig stigende grad op gennem 1750'erne. Det var bl.a. en af grundene til, at Aesthetica aldrig blev færdiggjort. Baumgarten blev i 18. april 1741 gift med hofråd Alemanns datter, der døde allerede 1745. Dette ægteskab var barnløst. 22. oktober 1748 giftede Baumgarten sig for anden gang med Justina Elisabeth Albinus, datter af amtmand Johann Jacob Albinus. I dette ægteskab fødtes tre børn: Eleonora Justina (6. Juni 1751), Carl Gottlieb (11. marts 1759) og i august 1762 endnu en dreng, der døde kort efter fødslen. Da var Baumgarten allerede død.

## Begrebet æstetik
Begrebet æstetik fandt for første gang ud til offentligheden i 1735 i § 116 i Baumgartens ovenfor nævnte disputats. Her kan man læse følgende konklusion på disputatsen: "Lad altså νοητά [noeta], som den højere erkendeevne, være logikkens genstand; αισθητά [aistheta] derimod επιστήμη αισθητικη [episteme aisthetike] eller ÆSTETIKKENS." (overs. fra latin af Christian Stokbro Karlsen). Æstetikken drejer sig med andre ord omkring sanseerkendelsen og som videnskab er den videnskaben om sanseerkendelsen (episteme aisthetike). Selvom Meditationes kan læses som en kritik af den wolffske skole, så bibeholdes dog alligevel i den konkluderende paragraf en wolffsk skelnen mellem en højere erkendeevne og en æstetisk erkendeevne. Det er ikke fordi Baumgarten falder tilbage til en wolffsk skelnen, men det peger på et generelt problem i såvel Meditationes som Aesthetica: en ikke konsekvent brug af termer, men derudover også en tendens til at falde tilbage til et sprog lånt fra tidens populære filosofiske diskurser.
Aesthetica tager over, hvor Meditationes slap ved i § 1 at udvide definitionen af æstetikken til at være en videnskabsteori for samtlige de videnskaber, der var indeholdt i artes liberales-skemaet. § 1 lyder i sin helhed sådan: "Æstetikken (de frie kunsters teori, den lavere erkendelære, den skønne tankes kunst, den fornuftsanaloge kunst) er videnskaben om sanseerkendelsen." (overs. fra latin af Christian Stokbro Karlsen). Endnu engang skriver Baumgarten om den lavere erkendelære, selvom han i Meditationes havde givet sanseerkendelsen en egenværdi og sidestillet den med den logiske tænkning og til trods for, at han i selvsamme paragraf betegner æstetikken som de frie kunsters teori. Det kan undre så meget desto mere, at han i § 41 fremhæver æstetikken på bekostning af logikken, idet han skriver, at æstetikken "ganske vist ikke blot [kan] bestå ved siden af den højere formåen, men udgør for denne også en nødvendig betingelse." Æstetikken er altså i Baumgartens oprindelige formatering et videnskabsteoretisk alternativ til logikkens formale erkendelære og skal således adskilles fra den senere brug af begrebet æstetik om diverse kunstfilosofiske overvejelser, som blev slået fast med Hegels æstetikforelæsninger først i 1800-tallet. Desuden har der været en beklagelig tendens til at gøre æstetikken til en lære om den sanselige erkendelse, dvs. en erkendelse, der udspringer af sanselighed. Denne fejltolkning, der skyldes en utilstrækkelig sprogbevidsthed, kan føres helt tilbage til Baumgartens samtid.
Al erkendelse, det er Baumgartens tese i forhold til æstetikken, udgår fra nogle minimale perceptioner af konkrete genstande. Hvor den logiske tænkning er orienteret mod det almene (jf. Aristoteles' Metaphysica 1007a, 1010b og 1038a), der orienterer Baumgartens æstetik sig mod de oversete partikularier, dvs. de konkrete ting i videste betydning, der ikke anses for filosofisk eller erkendelsesmæssigt interessante (jf. Aesthetica § 580). Dvs. æstetikken beskæftiger sig ikke med det, der i en peripatetisk tradition anskues for at være erkendelse: udtømningen af en genstand i dens begreb. Centralt i den kritik står også § 560 i Aesthetica, hvori Baumgarten stiller det retoriske spørgsmål, "[h]vad er altså abstraktionen, hvis ikke den er et tab?" (overs. fra latin af Christian Stokbro Karlsen). Dermed siger Baumgarten, at al logisk tænkning indeholder et tab af den konkrete ting, hvorfor dette partikularie i den almindelige videnskabelige tænkning overses til fordel for begrebet.
Erkendelse skal med andre ord formateres ud fra sansningen (ikke sanseligheden); det kræver til gengæld, at æstetikken vender sig bort fra begrebet som legitimeringsmodus for erkendelsen og i stedet konfronterer de minimale sansepåvirkninger, som hos Leibniz kaldtes "les petites perceptiones".

## Værker
- Dissertatio chorographica, Notiones superi et inferi, indeque adscensus et descensus, in chorographiis sacris occurentes, evolvens (1735)
- Meditationes philosophicae de nonnullis ad poema pertinentibus (1735) Filosofiske betragtninger over digtet
- De ordine in audiendis philosophicis per triennium academicum quaedam praefatus acroases proximae aestati destinatas indicit Alexander Gottlieb Baumgarten (1738)
- Metaphysica (1739)
- Ethica philosophica (1740)
- Alexander Gottlieb Baumgarten eröffnet Einige Gedancken vom vernünfftigen Beyfall auf Academien, und ladet zu seiner Antritts-Rede [...] ein (1740)
- Serenissimo potentissimo principi Friderico, Regi Borussorum marchioni brandenburgico S. R. J. archicamerario et electori, caetera, clementissimo dominio felicia regni felicis auspicia, a d. III. Non. Quinct. 1740 (1740)
- Philosophische Briefe von Aletheophilus (1741)
- Scriptis, quae moderator conflictus academici disputavit, praefatus rationes acroasium suarum Viadrinarum reddit Alexander Gottlieb Baumgarten (1743)
- Aesthetica (første del 1750) Æstetikken §§ 1-100
- Aesthetica (anden del 1758)
- Initia Philosophiae Practicae. Primae Acroamatice Arkiveret 16. juli 2011 hos  Wayback Machine (1760)
- Acroasis logica in Christianum L.B. de Wolff (1761)
- Ius naturae (posthum 1763)
- Sciagraphia encyclopaedia philosophicae (udg. af Johs. Christian Foerster 1769)
- Philosophia generalis (udg. af Johs. Christian Foerster 1770)
- Alex. Gottl. Baumgartenii Praelectiones theologiae dogmaticae (udg. af Salomon Semmler (1773)
- Metaphysica (overs. til tysk af Georg Friedrich Meier 1776)
- Gedanken über die Reden Jesu nach dem Inhalt der evangelischen Geschichten (udg. af F.G. Scheltz& A.B. Thiele; første del 1796)
- Gedanken über die Reden Jesu nach dem Inhalt der evangelischen Geschichten (udg. af F.G. Scheltz& A.B. Thiele; anden del 1797)